# 斯特凡·德弗赖
斯特凡·德弗赖（荷蘭語：Stefan de Vrij，發音：[ˈsteːfɑn də ˈvrɛi]；1992年2月5日—），是一名荷兰足球运动员，司职后卫，现效力于意大利足球甲级联赛球队國際米蘭。

## 俱乐部生涯
德弗赖出生于艾瑟尔河畔奥德凯尔克，1997年即进入父亲扬·德弗赖（Jan de Vrij）效力的当地小球会vv Spirit接受足球训练。2002年，10岁的德弗赖得到国内豪门费耶诺德的注意，并在受邀参加多场训练课和友谊赛后加盟球队。在费耶诺德青训体系期间，他的位置从原来的中场转变为后卫，并迅速成长。
2009年7月17日，德弗赖和费耶诺德签订个人的第一份职业合同，合同期三年。同年9月24日，他在荷兰杯第二轮费耶诺德客场5比0击败哈克玛男孩的比赛第58分钟替补凯文·利尔丹出场，首次代表球队在正式比赛亮相。12月6日，他在费耶诺德3比1战胜格羅寧根的比赛末段替补出场，上演荷甲联赛首秀。18岁的德弗赖在处子赛季共获得21次出场机会，其中17次是在联赛比赛。之后德弗赖成为球队的主力球员，并在2012/13赛季取代离队的成为球队队长，不过由于表现不佳，很快就被剥夺队长袖标。
2014年7月30日，德弗赖转会加盟意大利足球甲级联赛球队拉齐奥。8月24日，他在意大利杯第三轮拉齐奥7比0击败低级别球队巴萨诺的比赛首次代表球队亮相，并打进球队的第三个进球。一周后，他获得意甲联赛首秀，但拉齐奥1比3不敌AC米兰。
2018年5月28日，迪維積自由轉會加盟意大利甲級聯賽球隊國際米蘭。

## 国家队生涯
2012年5月7日，德弗赖被列入荷兰国家队参加2012年欧洲足球锦标赛的36人初选名单，但未能入选最终名单。2012年8月15日，他在荷兰2比4不敌比利时的友谊赛首次代表成年国家队出场。德弗赖是被选入参加2014年世界杯足球赛的四名费耶诺德后卫之一。在荷兰在世界杯的首场比赛对阵西班牙，他在26分钟对的犯规被判罚点球。之后荷兰队连进五球，其中德弗赖射进第三个、也是他个人在国家队的首个进球，帮助荷兰5比1击败卫冕冠军获得开门红。德弗赖在荷兰的每一场比赛都得到出场机会，并最终帮助球队获得第三名，和队友入选杯赛最佳阵容。
2022年11月，德弗赖獲选入2022年世界盃荷蘭的最終26人名單。

## 榮譽
拉素
- 義大利超級盃：2017
- 義大利盃亞軍：2014–15、2016–17

國際米蘭
- 意甲：2020–21[14]、2023-2024
- 意大利杯冠軍：2021–22、2022–23
- 意大利超级杯冠軍：2021、2022、2023
- 欧足联欧洲联赛亞軍：2019–20[15]

荷蘭 U17
- 歐洲U-17足球錦標賽亞軍：2009

荷蘭
- 國際足協世界盃第三名：2014[16]

個人
- 國際足協世界盃 All-Star Team：2014
- 意甲最佳防守球員：2019–20[17]
- 欧足联欧洲联赛Squad of the Season: 2019–20[18]
- 意甲Team of the Year：2019–20[19]